# Ketanggungan (Dukuhturi)
Ketanggungan is een bestuurslaag in het regentschap Tegal van de provincie Midden-Java, Indonesië. Ketanggungan telt 2451 inwoners (volkstelling 2010).